# 피터 코츠
피터 코츠(Peter Coates, 1938년 1월 13일~)는 잉글랜드의 사업가이자 잉글랜드 프리미어리그의 스토크 시티 FC의 구단주이며, 영국의 도박 회사인 베트365의 소유주이다.
1989년 스토크 시티 FC의 대주주가 된 것을 시작으로 스토크 시티의 회장이 되었고, 1999년 아이슬란드에서 사업을 하다가 2006년 5월 23일 170만 파운드에 스토크 시티를 인수하였다.
그러나 330만 파운드의 아이슬란드 채무로 인해 지불이 취소당하기도 하였다.